# Memmo Carotenuto
Pour les articles homonymes, voir Carotenuto.
Guglielmo Carotenuto, connu sous le nom Memmo Carotenuto (né le 23 août 1908 à Rome et mort le 23 décembre 1980 dans la même ville) est un acteur italien. 

## Biographie
Memmo Carotenuto est apparu dans 125 films entre 1941 et 1979.
Il est le frère de Mario Carotenuto et fils de Nello Carotenuto.

## Filmographie partielle
- 1934 : La Vieille Garde (Vecchia guardia), d'Alessandro Blasetti
- 1952 : Umberto D., de Vittorio De Sica
- 1952 : La Prisonnière de la tour de feu (Prigioniera della torre di fuoco) de Giorgio Walter Chili
- 1953 : Néron et Messaline (Nerone e Messalina) de Primo Zeglio
- 1953 : Un dimanche romain (La domenica della buona gente) d'Anton Giulio Majano
- 1953 : Pain, Amour et Fantaisie (Pane, Amore e Fantasia), de Luigi Comencini
- 1954 : Pain, Amour et Jalousie (Pane, amore e gelosia), de Luigi Comencini
- 1954 : Au soir de la vie (Prima di sera) de Piero Tellini
- 1954 : Quelques pas dans la vie (Tempi nostri) d'Alessandro Blasetti et Paul Paviot
- 1955 : Dommage que tu sois une canaille (Peccato che sia una canaglia) d'Alessandro Blasetti
- 1955 : Les Cinq Dernières Minutes (Gli Ultimi cinque minuti) de Giuseppe Amato
- 1955 : Piccola posta de Steno
- 1956 : Le Bigame (Il bigamo) de Luciano Emmer
- 1956 : La Chance d'être femme (La fortuna di essere donna) d'Alessandro Blasetti
- 1956 : Pauvres mais beaux (Poveri ma belli) de Dino Risi
- 1956 : Amours de vacances (Tempo di villeggiatura) d'Antonio Racioppi
- 1956 : Totò, Peppino et les Hors-la-loi (Totò, Peppino e i fuorilegge) de Camillo Mastrocinque
- 1957 : Le Moment le plus beau (Il momento più bello) de Luciano Emmer
- 1957 : Pères et Fils (Padri e figli) de Mario Monicelli
- 1957 : Maris en liberté (Mariti in città) de Luigi Comencini
- 1958 : Jambes d'or (Gambe d'oro) de Turi Vasile
- 1958 : Mon gosse (Totò e Marcellino) d'Antonio Musu
- 1958 : L'Homme en culottes courtes (L'uomo dai calzoni corti) de Glauco Pellegrini
- 1958 : Le dritte de Mario Amendola
- 1959 : Zoras le Rebelle (es) (Diez fusiles esperan) de José Luis Sáenz de Heredia
- 1959 : Ferdinand Ier, roi de Naples (Ferdinando I, re di Napoli) de Gianni Franciolini
- 1959 : Le Pigeon de Mario Monicelli
- 1959 : L'Ennemi de ma femme (Il nemico di mia moglie) de Gianni Puccini
- 1960 : Les Starlettes (Le ambiziose) d'Antonio Amendola
- 1960 : Il principe fusto de Maurizio Arena
- 1961 : Vendredi 13 heures (An einem Freitag um halb zwölf) d'Alvin Rakoff
- 1963 : Avventura al motel de Renato Polselli
- 1964 : Un monsieur de compagnie de Philippe de Broca
- 1965 : Le Boeing décolle à seize heures (Il segreto del vestito rosso) de Silvio Amadio
- 1973 : La Police au service du citoyen (La polizia è al servizio del cittadino?) de Romolo Guerrieri
- 1974 : Di Tresette ce n'è uno, tutti gli altri son nessuno de Giuliano Carnimeo : Letto
- 1980 : L'Amour en première classe (Amore in prima classe) de Salvatore Samperi

## Récompenses
Ruban d'argent du SNGCI (Syndicat National des Journalistes du Cinéma Italien) comme meilleur acteur de second plan pour l'interprétation de son rôle de Quirino Proietti dans Le Bigame.